# Priti
 (signalé en mai 2025).
Si vous disposez d'ouvrages ou d'articles de référence ou si vous connaissez des sites web de qualité traitant du thème abordé ici, merci de compléter l'article en donnant les références utiles à sa vérifiabilité et en les liant à la section « Notes et références ».
- Archive Wikiwix
- Bing
- Cairn
- DuckDuckGo
- E. Universalis
- Gallica
- Google
- G. Books
- G. News
- G. Scholar
- Persée
- Qwant
- (zh) Baidu
- (ru) Yandex
- (wd) trouver des œuvres sur Wikidata

Prīti (sanskrit ; pali : pīti), signifie joie, ravissement.
C'est un des quatre facteurs de dhyāna en méditation bouddhique ; il s'agit d'une joie associée à un état de bonheur (sukha) et de profonde tranquillité (upekṣā). 